# Ptaki neognatyczne
Ptaki neognatyczne, neognatyczne (Neognathae) – grupa ptaków w randze infragromady wyróżniona na podstawie budowy podniebienia. Charakteryzują się ruchomym podniebieniem i częściową redukcją niektórych kości. Należy do nich większość współczesnych ptaków. Po raz pierwszy neognatyczne miały pojawić się 66 mln lat temu, w późnej kredzie.

## Systematyka
Do infragromady należą następujące rzędy:
- Parvclass: Galloanseres

- Anseriformes – blaszkodziobe
- Galliformes  – grzebiące

- Parvclass: Neoaves(inne języki)

- Nadrząd: Phoenicopterimorphae

- Phoenicopteriformes – flamingi
- Podicipediformes – perkozowe

- Nadrząd: Columbimorphae

- Columbiformes – gołębiowe
- Pterocliformes – stepówki
- Mesitornithiformes – madagaskarniki

- Nadrząd: Otidimorphae

- Musophagiformes – turakowe
- Otidiformes – dropie
- Cuculiformes – kukułkowe

- Nadrząd: Opisthocomimorphae

- Opisthocomiformes – hoacyny

- Nadrząd: Gruimorphae

- Gruiformes – żurawiowe
- Charadriiformes – siewkowe

- Nadrząd: Caprimulgimorphae

- Caprimulgiformes – lelkowe
- Steatornithiformes – tłuszczakowe
- Nyctibiiformes – nocolotowe
- Podargiformes – paszczakowe
- Aegotheliformes – sownikowe
- Apodiformes – krótkonogie

- Nadrząd: Phaethontimorphae

- Eurypygiformes – słonecznicowe
- Phaethontiformes – faetony

- Kohorta: Aequornithia

- Nadrząd: Gaviimorphae

- Gaviiformes – nury

- Nadrząd: Procellariimorphae

- Sphenisciformes – pingwiny
- Procellariiformes – rurkonose

- Nadrząd: Pelecanimorphae

- Ciconiiformes – bocianowe
- Pelecaniformes – pelikanowe
- Suliformes – głuptakowe

- Kohorta: Coracornithia

- Nadrząd: Accipitrimorphae

- Cathartiformes – kondorowe
- Acciptriformes – szponiaste

- Nadrząd: Strigimorphae

- Strigiformes – sowy

- Nadrząd: Coraciimorphae

- Coliiformes – czepigi
- Leptosomiformes – kurole
- Trogoniformes – trogony
- Bucerotiformes – dzioborożcowe
- Piciformes – dzięciołowe
- Coraciiformes – kraskowe

- Nadrząd: Passerimorphae

- Cariamiformes – kariamy
- Falconiformes – sokołowe
- Psittaciformes – papugowe
- Passeriformes – wróblowe